# Åke Jelving

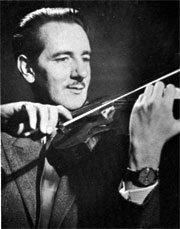
Åke Jelving

Åke Alexander Jelving, tidigare Karlsson, född 4 juni 1908 i Katarina församling, Stockholm, död 13 augusti 1979 i Johanneshov, Enskede-Årsta församling, Stockholm, var en svensk violinist, kompositör, och dirigent. 
Jelving var verksam som violinist i Stockholmsfilharmonikerna samt under en följd av år knuten till Radiotjänsts Kabaretorkester och Underhållningsorkestern vid Sveriges Radio. Han förekom flitigt i radiosända konserter under 1950- och 1960-talen. Åke Jelving är begravd på Skogskyrkogården i Stockholm.

## Filmografi
- 1949 – Med flyg till sjunde himlen